# Modèle de Kelvin-Voigt
Pour les articles homonymes, voir Voigt.
Le modèle de Kelvin-Voigt est un modèle de matériau viscoélastique, c'est-à-dire présentant à la fois des propriétés élastiques et visqueuses. Il sert notamment à décrire des solides viscoélastiques. Il a été imaginé par les physiciens Woldemar Voigt et William Thomson (Lord Kelvin).

## Propriétés fondamentales
Le modèle de Kelvin-Voigt est un modèle unidimensionnel décrivant le comportement mécanique d'un solide visqueux. En effet, lorsque l'on cesse d'appliquer un chargement à ce matériau, il retrouve (recouvre) toujours la même configuration (forme et dimensions). L'existence d'une configuration stable et unique sous chargement nul est caractéristique des solides, et les différencie des fluides.
Le modèle de Kelvin-Voigt est le modèle le plus simple rendant compte des phénomènes visqueux de fluage et de relaxation ; cependant, le fluage s'amorce ici pour tout chargement que l'on applique, aussi petit qu'il soit, ce qui n'est pas toujours le cas pour les solides visqueux réels : ce modèle ne comporte pas d'effet de seuil. Cela lui confère d'ailleurs un caractère de réversibilité : l'annulation des sollicitations provoque un retour complet du solide vers son état de référence, sans contraintes ni déformations résiduelles. Le solide de Kelvin-Voigt est, pour cette raison, un solide viscoélastique.

## Définition

Représentation schématique du modèle de Kelvin–Voigt.

Le modèle de Kelvin-Voigt peut être représenté par un amortisseur purement visqueux et un ressort hookéen mis en parallèle comme l'indique le schéma ci-contre.
Dans le cas où les deux éléments sont placés en série, on obtient le modèle de Maxwell.
Dans ce modèle en parallèle, la déformation du ressort (R) est la même que celle de l'amortisseur (A) :
{\displaystyle \gamma _{\text{Total}}=\gamma _{\text{A}}=\gamma _{\text{R}}}.
Par ailleurs, la contrainte totale est la somme des contraintes du ressort et de l'amortisseur :
{\displaystyle \sigma _{\text{Total}}=\sigma _{\text{R}}+\sigma _{\text{A}}}.
Les contraintes de l'amortisseur et du ressort sont données respectivement par :
{\displaystyle \sigma _{\text{A}}=\eta {\dot {\gamma }}}
{\displaystyle \sigma _{\text{R}}=E\gamma }
où E est le module d'élasticité associé au ressort et {\displaystyle \eta } le coefficient de viscosité associé à l'amortisseur représentant un fluide newtonien.
On en déduit que :
{\displaystyle \sigma (t)=E\gamma (t)+\eta {\frac {\mathrm {d} \gamma (t)}{\mathrm {d} t}}}.
De même que pour le modèle de Maxwell, on en déduit un temps caractéristique de relaxation :
{\displaystyle \tau ={\frac {\eta }{E}}}.